# BRIT Awards 1982
La II edizione dei BRIT Awards si tenne nel 1982 nel Grosvenor Hote. Lo show venne condotto da David Jacobs.

## Vincitori
- Miglior produttore britannico: Martin Rushent
- Miglior registrazione classica: Gustav Mahler - "Sinfonia n. 10"
- Album con miglior vendite: Adam and the Ants - "Kings of the Wild Frontier"
- Rivelazione britannica: Human League
- Cantante femminile britannica: Randy Crawford
- Gruppo britannico: The Police
- Cantante maschile britannico: Cliff Richard
- Outstanding contribution: John Lennon